# Ophrys bombyliflora
Ophrys bombyliflora (комашник джмелеквітий) — рослина з родини зозулинцевих, або Орхідних (Orchidaceae). лат. bombyli — «джміль», лат. flora — «квітка» з посиланням на зовнішній вигляд губи.

## Опис
Це трав'яниста рослина висотою 5–20 см, з яйцювато-ланцетними листками, розташованими в розетці. Приквітки широкі й увігнуті. Суцвіття групують 2–5 квіток із зеленими чашолистками. Пелюстки короткі, трикутні, тупі, запушені, зеленувато-жовті, коричневі біля основи. Губа 3-дольчата, коричнева з пухнастою вершиною, голі й свинцеві при основі. Цвіте з лютого по травень.

## Поширення
Росте на луках і чагарниках до висоти 1000 м. Має перевагу до вапняних ґрунтів. Поширюється в Середземномор'ї (Португалія, Гібралтар, Іспанія, Франція, Італія та Мальта), і на Канарських островах.

## Галерея

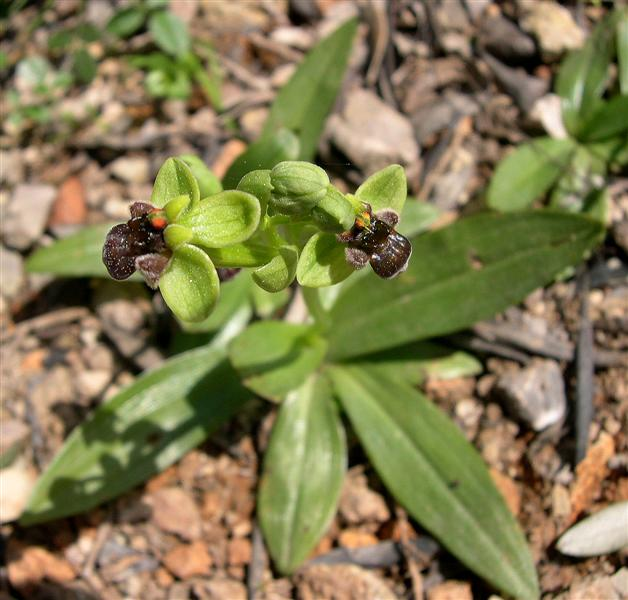
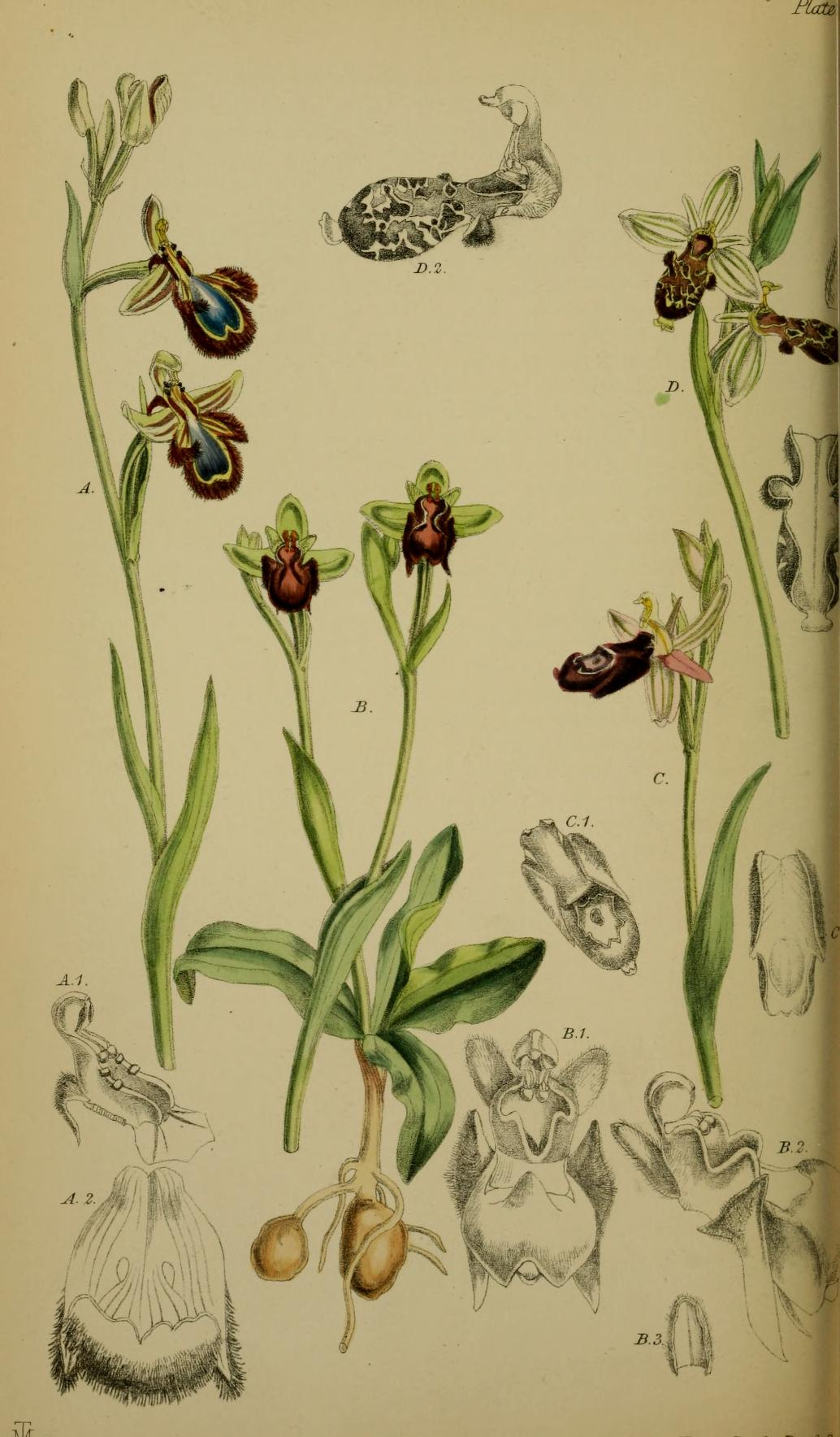